# William Keith Swayze
William Keith Swayze (ur. 16 grudnia 1898 w Ontario, zm. 25 lutego 1920) – kanadyjski as  myśliwski okresu I wojny światowej. Odniósł 6 zwycięstw powietrznych.
Służbę w armii rozpoczął pod koniec 1917 roku w szeregach RFC. Po ukończeniu szkolenia jako pilot został przydzielony do No. 62 Squadron RAF. 
William Keith Swayze pierwsze zwycięstwo powietrzne odniósł 22 maja 1918 roku nad niemieckim samolotem LVG w okolicach Merville razem z obserwatorem T. Elliottem.  9 czerwca z nowym obserwatorem E. M. Nicholasem zestrzelili dwa samoloty Pfalz D.III w okolicach Cambrai. Kolejne podwójne zwycięstwo odniósł z obserwatorem W.E. Hallem 12 sierpnia. 
4 września Bristol F.2 Fighter pilotowany przez Swayze'a został uszkodzony i zmuszony do lądowania na terytorium wroga przez samoloty z Jasta 58. Swayze i Hall dostali się do niewoli niemieckiej, w której przebywali do zakończenia wojny.
11 lutego 1920 roku Swayze powrócił do rodzinnego Linsay, gdzie zachorował i zmarł 20 lutego na chorobę Brighta.